# 1712
Епоха великих географічних відкриттів •  Перша наукова революція •  Глухівський період в історії Гетьманщини

## Геополітична ситуація
Османську імперію очолює Ахмед III (до 1730). Під владою османського султана перебувають Близький Схід та Єгипет, Середземноморське узбережжя Північної Африки, частина Закавказзя, значні території в Європі: Греція, Болгарія та Сербія. Васалами османів є Волощина та Молдова.
Священна Римська імперія — наймогутніша держава Європи. Її територія охоплює, крім німецьких земель, Угорщину з Хорватією, Трансильванію, Богемію, Північну Італію. Її імператор — Карл VI Габсбург (до 1740). Король Пруссії — Фрідріх I (до 1713).
На передові позиції в Європі вийшла Франція, на троні якої сидить король-Сонце Людовик XIV (до 1715). Франція має колонії в Північній Америці та Індії.
Триває Війна за іспанську спадщину. Королівству Іспанія належать Іспанські Нідерланди, південь Італії, Нова Іспанія, Нова Гранада та Нова Кастилія в Америці, Філіппіни. Королем Португалії є Жуан V (до 1750). Португалія має володіння в Бразилії, в Африці, в Індії, в Індійському океані й Індонезії.
Північ Нідерландів займає Республіка Об'єднаних провінцій. Вона має колонії в Північній Америці, Індонезії, на Формозі та на Цейлоні. Королева Британії — Анна Стюарт (до 1714). Британія має колонії в Північній Америці, на Карибах та в Індії. Король Данії та Норвегії — Фредерік IV (до 1730), король Швеції — Карл XII (до 1718). На Апеннінському півострові незалежні Венеціанська республіка та Папська область. у Речі Посполитій королює Август II Сильний (до 1733). У Московії царює Петро I (до 1725).
Україну розділено по Дніпру між Річчю Посполитою та Московією. Гетьман України  — Іван Скоропадський. Пристановищем козаків є Олешківська Січ. Існує Кримське ханство, якому підвладна Ногайська орда.
В Ірані правлять Сефевіди.
Значними державами Індостану є Імперія Великих Моголів, Імперія Маратха. В Китаї править Династія Цін. У Японії триває період Едо.

## Події

### В Україні
- Кошовим отаманом Війська Запорозького й далі залишається Кость Гордієнко.
- У Стамбулі підписано договір між Османською імперією та Росією, який уточнив умови Прутського миру. Запоріжжя та Січ потрапляли під владу османів.
- Триває згін населення з Правобережної України в Лівобережну
- Засновано Бучацький монастир.

### У світі
- Імперію Великих моголів очолив Джахандар-шах.
- Бітон Кулібалі заснував імперію Сегу.
- Російський цар Петро I переніс столицю з Москви в Санкт-Петербург.
- Відбулося офіційне одруження Петра I та Катерини I.
- У британській провінції Нью-Йорк спалахнуло повстання рабів.
- Британська провінція Кароліна де-факто розпалась на північну й південну частини.
- У Швейцарській конфедерації спалахнула війна між католицькими та протестантськими кантонами, у якій протестанти здобули перемогу, але католики зберегли свої права.
- У Шотландії виписано ордер на арешт Роба Макгрегора.
- Війна за іспанську спадщину: французи здобули штурмом фортецю Денен, що змусило Габсбургів відмовитися від іспанського трону.

### Наука і культура
- Парова машина Ньюкомена вперше використана для викачування води з шахти.
- Джон Арбетнот створив персонаж Джона Булля.
- Георг Фрідріх Гендель перебрався до Великої Британії.
- Філіп V заснував у Мадриді Національну бібліотеку Іспанії.

## Народились
Див. також: Категорія:Народились 1712
- 24 січня — Фрідріх II Великий, прусський король (1740—1786) з династії Гогенцоллернів, видатний полководець.
- 28 червня — Руссо Жан-Жак, французький письменник, філософ, просвітитель (пом. 1778)

## Померли
Див. також: Категорія:Померли 1712
- 14 вересня — Джованні Кассіні, італо-французький астроном